# Črta iz življenja političnega agitatorja
Črta iz življenja političnega agitatorja je krajše prozno delo Josipa Jurčiča. Delo je izšlo v časopisu Slovenski narod, 8. in 11. avgusta leta 1868.

## Vsebina
Revolucionarno dogajanje leta 1848 je odmevalo tudi na Slovenskem. Odprlo je oči narodu, mnogi so se zavedli, da so Slovenci, a mnogi to tudi kmalu pozabili. Z Dunaja so v Ljubljano prišli domoljubni študentje, ki so zagovarjali idejo zavezništva Slovencev in Italijanov. Eden teh študentov je prišel svojo idejo razlagat v ljubljansko Krakovo.
Tu okrog velike mize sedi ducat meščanov. Pijejo vino, poslušajo mladeniča, ki jim govori o Slovanih, njih pravicah. Mladeniča pisatelj imenuje Jerebica, je visok, suh, z očali. Možje menijo, da je prav, da je zapisano, da so Slovenci. Ni pošteno, da bi vse le Nemci imeli. Ti jim le davke pobirajo in otroke v vojsko jemljejo. Mladenič se ustraši, ko vidi, da možje Nemce enačijo z državnimi možmi in o njih tako veleizdajno govore. Začne razlagati, da so pri nas le slovenski odpadniki, ki vlečejo z Nemci, Nemcev ni.
Možje so čedalje bolj okajeni, čedalje bolj poslušajo, čeprav stvari ne razumejo ravno tako, kot bi hotel mladenič. Začne govoriti o združitvi z Italijani. A možje se uprejo, začno laške grehe naštevati. Mladenič začne zagovarjati Italijane, meščane še bolj razburi. Obtožijo ga, da je laški vohun, med vpitjem se nanj usujejo pesti. Mladeniča odnesejo ven, na travnik, kjer obleži s pobito idejo.
Ko vstane, si obljubi, da ne bo več hodil brez razloga agitirat. A še je agitiral in idejo o združitvi z Italijani opustil šele, ko je slišal, kako so v Trstu proti Slovencem hudobni. Do takrat je tudi vedno obmolknil ob omembi Krakovčanov, a zdaj so mu prijatelji povedali, da so to vse drugačni možje, ko so bili leta 48.